# Covenant (album)
Covenant – trzeci studyjny album amerykańskiej grupy deathmetalowej Morbid Angel. Wydawnictwo ukazało się 22 czerwca 1993 roku nakładem wytwórni muzycznej Earache Records, natomiast w Australii płyta ukazała się nakładem Modern Invasion Music. W 2006 roku wytwórnia Painkiller Records wydała album na płycie winylowej w limitowanej do 1000 egzemplarzy edycji.
Covenant został nagrany Morrisound Studios w Tampie w stanie Floryda wyprodukowany oraz zmiksowany przez Fleminga Rassmusena w Sweet Silence Studios w Kopenhadze. Okładkę przygotował Martin Nesbitt, zdjęcia zespołu wykonał Luton Sinfield.
W ramach promocji do utworów "God of Emptiness" oraz "Rapture" zostały zrealizowane teledyski. Według danych z 2003 roku płyta w samych Stanach Zjednoczonych sprzedała się w nakładzie 127 154 egzemplarzy.

## Lista utworów
Opracowano na podstawie materiału źródłowego.
| Nr  | Tytuł utworu                         | Słowa     | Muzyka    | Długość |
| --- | ------------------------------------ | --------- | --------- | ------- |
| 1.  | „Rapture”                            | Vincent   | Azagthoth | 4:17    |
| 2.  | „Pain Divine”                        | Vincent   | Azagthoth | 3:58    |
| 3.  | „World of Shit (The Promised Land)”  | Vincent   | Azagthoth | 3:20    |
| 4.  | „Vengeance Is Mine”                  | Vincent   | Azagthoth | 3:15    |
| 5.  | „Lion's Den”                         | Vincent   | Vincent   | 4:45    |
| 6.  | „Blood on My Hands”                  | Vincent   | Azagthoth | 3:43    |
| 7.  | „Angel of Disease”                   | Azagthoth | Azagthoth | 6:15    |
| 8.  | „Sworn to the Black”                 | Vincent   | Azagthoth | 4:01    |
| 9.  | „Nar Mattaru” (utwór instrumentalny) |           | Azagthoth | 2:06    |
| 10. | „God of Emptiness”                   | Vincent   | Azagthoth | 5:27    |
|     |                                      |           |           | 41:07   |

## Twórcy
Opracowano na podstawie materiału źródłowego.

- Trey Azagthoth - instrumenty klawiszowe, gitara elektryczna, aranżacje
- Pete Sandoval - perkusja
- David Vincent - śpiew, gitara basowa, aranżacje
- Martin Nesbitt - oprawa graficzna
- Flemming Rasmussen - inżynieria dźwięku, produkcja muzyczna, miksowanie
- Tom Morris - inżynieria dźwięku
- Luton Sinfield - zdjęcia